# Partenavia P.68
Partenavia P.68 je dvomotorno visokokrilno lahko letalo italijanskega proizvajalca Partenavia (pozneje Vulcanair). Zasnoval ga je profesor Luigi Pascale, v proizvodnjo je vstopil leta 1972. Namenjen je bil privatni ali poslovni uporabi, kasneje se je uporabljal tudi za transport in šolanje. Sprva je imel ime Victor, vendar so to ime pozneje opustili. 
Različica P.68 Observer se uporablja za policijsko delo. P.68 poganjata dva bencinska protibatna motorja Lycoming O-360, vsak s 200 konjskimi silami. Verzija "Spartacus" ima devet sedežev in uporablja turbopropelerske motorje Allison 250.

## Specifikacije (P.68C)
Podatki iz Jane's All The World's Aircraft 1982-83
Splošne karakteristike
- Posadka: 1
- Število sedežev: 6 potnikov
- Dolžina: 9,55 m (31 ft 4 in)
- Razpon kril: 12,00 m (39 ft 4½ in)
- Višina: 3,40 m (11 ft 1¾ in)
- Površina kril: 18,60 m² (200,2 ft²)
- Teža praznega letala: 1230 kg (2711 lb)
- Maks. vzletna teža: 1990 kg (4387 lb)
- Pogon letala: 2 ×  Zračnohlajeni 4-valjni bencinski protibatni motor Lycoming IO-360-A1B6, 149 kw (200 KM)  vsak

 Zmogljivost 
- Maks. hitrost: 322 km/h (174 vozlov, 200 mph) na nivoju morja
- Potovalna hitrost: 298 km/h (161 vozlov, 185 mph) na višini 3350 m (11000 ft) (65% moč)
- Hitrost porušitve vzgona: 106 km/h (57,5 vozlov, 66 mph) s spuščenimi zakrilci
- Doseg: 2112 km (1140 nmi, 1312 milj)
- Višina leta: 5850 m (19200 ft)
- Hitrost vzpenjanja: 7,6 m/s (1500 ft/min)